# Ellsworth Fredericks
Ellsworth Fredericks (* 2. Juni 1904 in New York, Vereinigte Staaten; † 16. August 1993 in San Marcos, Kalifornien) war ein US-amerikanischer Kameramann.

## Leben
Fredericks hatte eine fotografische Ausbildung erhalten, ehe er 1931 seine filmische Laufbahn als Kameraassistent begann. Zunächst arbeitete er für kleinere Studios, meist an B-Produktionen. Später verpflichteten ihn auch Major-Companies wie Paramount Pictures.
Fredericks avancierte erst spät zum Chefkameramann. In dieser Funktion fotografierte er in den 50er und 60er Jahren eine Reihe von Standardwestern aber auch konventionellen, zum Teil jedoch recht ambitionierten und teuer produzierten Unterhaltungsfilmen wie William Wylers Quäker-Drama Lockende Versuchung. Unmittelbar zuvor hatte Fredericks mit Don Siegels Die Dämonischen einen Horrorkultfilm abgedreht. 1958 wurde er für seine Fotografie zu Sayonara für den Oscar nominiert.
Dass Fredericks auch die unprätentiöse, halbdokumentarische Schwarz-Weiß-Fotografie beherrschte, konnte er 1963 bei dem hochkarätig besetzten Militärdrama Sieben Tage im Mai unter Beweis stellen. Zuletzt, Ende der 60er Jahre, stand er nur noch bei schwachen A-Filmen mit Altstars wie Doris Day, Glenn Ford und Elvis Presley hinter der Kamera, die ihren Zenit längst überschritten hatten. Bei aller Professionalität erreichte Fredericks zu keiner Zeit den Bekanntheitsgrad zahlreicher Kamerakollegen seiner Generation in Hollywood.

## Filmografie (Auswahl)
- 1949: Glück in Seenot (The Lady Takes a Sailor)
- 1952: Sabotage (Carson City)
- 1952: Feuerschutz für Stoßtrupp Berta (Retreat, Hell!)
- 1952: The Schaefer Century Theatre (TV-Reihe)
- 1952: Biff Baker, U.S.A. (TV-Serie)
- 1953: Ein Herz aus Gold (So Big)
- 1954: Sieben Reiter der Rache (Seven Angry Men)
- 1954: Ritt in die Hölle (Shotgun)
- 1954: The Bob Mathias Story
- 1955: In Acht und Bann (At Gunpoint)
- 1955: Die Dämonischen (Invasion of the Body Snatchers)
- 1956: Planet des Grauens (World Without End)
- 1956: Lockende Versuchung (Friendly Persuasion)
- 1956: Gangsterbrut (The Young Guns)
- 1956: Teufelskommando – Marinekorps „Pantherkatze“ schlägt zu (Hold Back the Night)
- 1956: Die Schlucht des Grauens (Canyon River)
- 1957: Fluch der Gewalt (Trooper Hook)
- 1957: Sayonara
- 1958: Flammen über Maracaibo (Maracaibo)
- 1958: Das Herz eines Indianers (The Light in the Forest)
- 1959: Wilder Strom (Wild River)
- 1959: Je länger – je lieber (Tall Story)
- 1960: Der Spätzünder (High Time)
- 1960: Geständnis einer Sünderin (Sanctuary)
- 1961: Flucht aus Zahrain (Escape from Zahrain)
- 1962: Die verlorene Rose (The Stripper)
- 1963: Die Saat der Liebe (The Young Lovers)
- 1963: Sieben Tage im Mai (Seven Days in May)
- 1964: Joy in the Morning
- 1965: Gesicht ohne Namen (Mister Buddwing)
- 1966: Das Kabinett der blutigen Hände (Picture Mommy Dead)
- 1966: Duell der Gringos (The Last Challenge)
- 1967: Heiße Colts in harten Fäusten (Return of the Gunfighter)
- 1967: Als das Licht ausging (Where Were You When the Lights Went Out?)
- 1967: Die sechs Verdächtigen (The Power)
- 1968: Der Mann in Mammis Bett (With Six You Get Eggroll)
- 1968: Grüne Augen in der Nacht (Eye of the Cat)
- 1969: Charro!